# Conférence de La Haye de 2000 sur les changements climatiques
Pour les articles homonymes, voir COP 6.
La Conférence de La Haye de 2000 sur les changements climatiques, ou COP 6, est la sixième Conférence des parties organisée par  l'Organisation des Nations unies pour le climat. Elle s'est tenue du 13 au 25 novembre à La Haye aux Pays-Bas, réunissant les pays signataires de la Convention-cadre des Nations unies sur les changements climatiques (CCNUCC).

## Contexte
La conférence se tient trois ans après la conférence de Kyoto lors de laquelle, pour la première fois, les pays industrialisés ont adopté des objectifs de réduction de leurs émissions à l’horizon 2010, en leur donnant un caractère juridiquement contraignant, au travers du protocole de Kyoto. Après l’échec des négociations de Buenos Aires, fin 1998, et l’étape de transition qu’a constitué la conférence de Bonn en 1999, la conférence de La Haye s’avère importante. Mais Jan Pronk, président de la Conférence souligne dès son ouverture que des décisions « beaucoup plus difficiles » qu’à Kyoto attendent les négociateurs à La Haye. Il relève en particulier que la réduction moyenne de 5,2 % des émissions décidée à Kyoto représente en réalité une baisse de 25 % en 2010 pour les pays du Nord, compte tenu de l'envolée de leurs rejets de gaz à effet de serre. Alors même que les scientifiques demandent une baisse des émissions d'au moins 60 % au cours du XXIe siècle « pour prévenir les dangereuses interférences humaines avec le climat ».
Les économistes évaluent alors le coût du protocole de Kyoto entre 1 et 2 points du PIB mondial d'ici à 2050. Les études sur le coût de la tonne de carbone évitée vont de 20 dollars à 130 dollars par tonne. Cette absence de consensus économique pèse également sur les négociations. Les États-Unis plaident quant à eux pour la mise en place d'un marché de permis d'émissions le plus vaste possible, afin d'accéder à des réductions d'émissions « bon marché », tandis que les Européens, plus volontaristes, veulent privilégier les efforts domestiques, une manière de les taxer et de les obliger à investir davantage dans la recherche de technologies propres,.

## Organisation et déroulement

### Présidence
Jan Pronk, ministre de l'environnement néerlandais, est chargé de la présidence de cette conférence. Michael Zammit Cutajar, le secrétaire général de la Convention de l'ONU sur les changements climatique.

### Participants
La Conférence réunit quelque 7 000 participants de 182 pays.

### Déroulement
Du côté français, le Président français, Jacques Chirac, évoquant les terribles conséquences qu’auraient à terme inertie et atermoiements, souligne que le temps est à l’action. Il affirme que si la capacité d’agir manque au Sud, la volonté d’agir manque trop souvent au Nord. Tout en reconnaissant l’engagement personnel du Président Bill Clinton, le Chef de l’État français, rappelant la réalité des chiffres, réaffirme que les États-Unis produisent à eux seuls un quart des émissions mondiales. C’est d’abord vers les Américains que se porte l’espoir d’une limitation des gaz à effet de serre à l’échelle mondiale, estime-t-il. Le Président français annonce également que les Quinze ratifieront le Protocole de Kyoto en 2002,.

## Décisions
Les négociations échouent. Si des progrès sont  enregistrés sur la question du soutien financier et du transfert des technologiques en faveur des pays en développement en vue d’aider ceux-ci à contribuer à l’action globale sur les changements climatiques, d’importantes questions politiques n’ont pas pu être résolues, telles qu’un marché international des permis d’émissions, un mécanisme de développement propre, les modalités pour mesurer la réduction des émissions des puits de séquestration du carbone (forêts), et un régime de respect des obligations. Les délégués décident finalement de suspendre les négociations et de les poursuivre lors d'une autre conférence "COP 6 bis'", en mai 2001 à Bonn. L'objectif visé est toujours de parvenir à ce que le protocole de Kyoto puisse être ratifié avant la conférence COP-7, qui devrait commencer à Marrakech en octobre 2001,.
Les 7 décisions prises lors de cette conférence entérinent cet échec.